# Dioscorea abyssinica
Dioscorea abyssinica är en enhjärtbladig växtart som beskrevs av Ferdinand von Hochstetter och Carl Sigismund Kunth. Dioscorea abyssinica ingår i släktet Dioscorea och familjen Dioscoreaceae. Inga underarter finns listade i Catalogue of Life.